# Satanik (film)
Pour les articles homonymes, voir Satanik.
Pour plus de détails, voir Fiche technique et Distribution.
Satanik est un film italo-espagnol réalisé par Piero Vivarelli, sorti en 1968. Le film est adapté de la série de fumetti (bande dessinée) Satanik de Max Bunker-Magnus.

## Synopsis
La doctoresse Bannister est vieille et défigurée. Elle est convoquée par un collègue qui a découvert un sérum qui a la particularité de rajeunir les humains. L’expérimentation sur un chien donne entière satisfaction, le sérum faisant effet seulement après quelques secondes de l'injection mais le cobaye développe, comme effets secondaires, de l'agressivité.
La doctoresse ignore son avertissement et le tue. Puis elle boit le sérum et, après une série de convulsions et la perte de connaissance; elle se réveille jeune et resplendissante. L'homicide de son collègue est le premier d'une longue série et l'effet du sérum n'est que temporaire. Elle est désormais Satanik et prête à prendre sa revanche sur le monde.

## Fiche technique
- Titre original et français : Satanik[1]
- Réalisation : Piero Vivarelli, assisté de Pupi Avati
- Scénario : Magnus (bande dessinée) ; Max Bunker (bande dessinée) ; Eduardo Manzanos Brochero
- Montage : Gianmaria Messeri
- Musique : Roberto Pregadio et Romano Mussolini
- Photographie : Silvano Ippoliti
- Producteur : Eduardo Manzanos Brochero
- Société de production et distribution : Rodiacines et Copercines
- Genre : thriller, drame, science-fiction
- Pays de production :  Italie,  Espagne
- Durée : 86 minutes
- Date de sortie :
  - Italie : 18 avril 1968
  - Espagne : 1968
  - France : 1er avril 2014 en DVD (1 h 26)[2].
- Affiche : Giuliano Nistri (Italie)

## Distribution
- Magda Konopka : doctoresse Marnie Bannister
- Julio Peña : inspecteur Trent
- Umberto Raho : George Van Donan
- Luigi Montini : Dodo La Roche
- Armando Calvo : Gonzalez
- Mimma Ippoliti : Stella Dexter
- Isarco Ravaioli : Max Bermuda
- Nerio Bernardi : le professeur
- Joe Atlanta : Albert
- Antonio Pica : Louis
- Piero Vivarelli : commissaire
- Gaetano Quartararo
- Mirella Pamphili
- Pedro Fenollar
- Gustavo Simeone
- Luis De Tejada
- Giancarlo Prete